# 網宇實體系統
網宇實體系統（, CPS），或稱虛實整合系統，是一個結合電腦運算領域以及感測器和致動器裝置的整合控制系統。目前已有某些領域出現似於CPS的電子控制整合系統，例如航空、汽車、化學製程、基礎建設、能源、健康、製造、交通控制、娛樂和消費性電子產品，但目前這些系統通常都是嵌入式系統，嵌入式系統比較強調機器的計算能力，CPS則更為強調各個實體裝置和電腦運算網路的連結。 
CPS是借用技术手段实现人的控制在时间、空间等方面的延伸，CPS系统的本质就是人、机、物的融合计算。所以，中國又将CPS称为人机物融合系统。
和傳統的嵌入式系統不同，一個完整的CPS被設計成一個實體裝置的互動網路，而不只是一個單獨運作的裝置。這個概念類似於機器人網路和無線感測網路。據推測，接下來的數年在科學和工程的進步會使得計算和物理實體單元能夠更紧密的互相結合，而使得CPS的適應性、自動化、效率、功能、可靠性、安全性和可用性大幅提升。科技進展也會讓CPS在多個方面的可能應用變大，例如：行動介入（避免行為衝突）；精準度（機器手術和奈米層級的製造）; 在危險或是無法進入的環境下行動（搜尋和營救、消防和深海或太空探測）；協調（空中交通控制、戰鬥行動協調）；效率（零能源額外損耗建築）；擴增人類的能力（醫療監控和照護）。

## 历史
美國國家科學基金會 （National Science Foundation,NSF）已經將CPS列入重點科研領域。 從2006年末開始，美國國家科學基金會和其他美國的聯邦機構贊助了一些CPS的研討會。
于2006年在美国德州奥斯汀举办的CPS研讨会上，NSF对CPS给出了如下的定义  ：
实体（Physical）：自然界中的或由人类制造的，遵循物理定理在连续的时间内运行的系统。 
网络（Cyber）：利用计算、通信、及控制系统进行的离散及逻辑化管理。
信息物理系统：（Cyber-Physical System）：将实体与网络的各个组成部分在所有层面和维度上紧密结合的系统，对实体及网络进行对称性的深入管理。
CPS实质上是一种多维度的智能技术体系，以大数据、网络与海量计算为依托，通过核心的智能感知、分析、挖掘、评估、预测、优化、协同等技术手段，将计算、通信、控制（Computing、Communication、Control，3C）有机融合与深度协作，做到涉及对象机理、环境、群体的网络空间与实体空间的深度融合。CPS能够从实体空间（Physical Space）、环境、活动大数据的采集、存储、建模、分析、挖掘、评估、预测、优化、协同，并与对象的设计、测试和运行性能表征相结合，使网络空间（Cyber Space）与实体空间深度融合、实时交互、互相耦合、互相更新的网络空间（包括机理空间、环境空间与群体空间的结合）；进而，通过自感知、自记忆、自认知、自决策、自重构和智能支持促进工业资产的全面智能化 。

## CPS的技术构架设计
在实施CPS技术的过程中遇到的一个重要挑战，是如何满足不同应用对象的差异化需求，以及各个系统之间问题和属性的差异性。因此，设计一个具有广泛适用性的CPS技术构架是十分重要的。
CPS的技术设计与应用可以参照“5C”的体系，包括了5个层次的内容和构建模式：智能感知层（Connection）、信息挖掘层（Conversion）、网络层（Cyber）、认知层（Cognition）、和配置执行层（Configuration）。智能感知层的核心是建立一个物联网的构架，使得数据得以被以各种形式采集和汇聚，同时设备之间也可以进行通信和交流。信息挖掘层的核心是在设备端的嵌入式分析算法（Machine-based Algorithms）,使得一部分数据能够在设备本地被分析和利用，实现本地的智能化。网络层是整个CPS系统数据处理、分发、决策、和调度控制的核心，在这里形成一个大数据环境，同时运行先进的分析算法进行大规模计算和知识挖掘。认知层的主要作用是识别与决策，通过分析当前系统中各个部分的任务目标和状态，制定协同优化的决策。配置执行层在接受到决策后，将决策按照各个子系统的运行逻辑转化成为它们听得懂的语言，将指令分发后由设备端的执行机构实施。

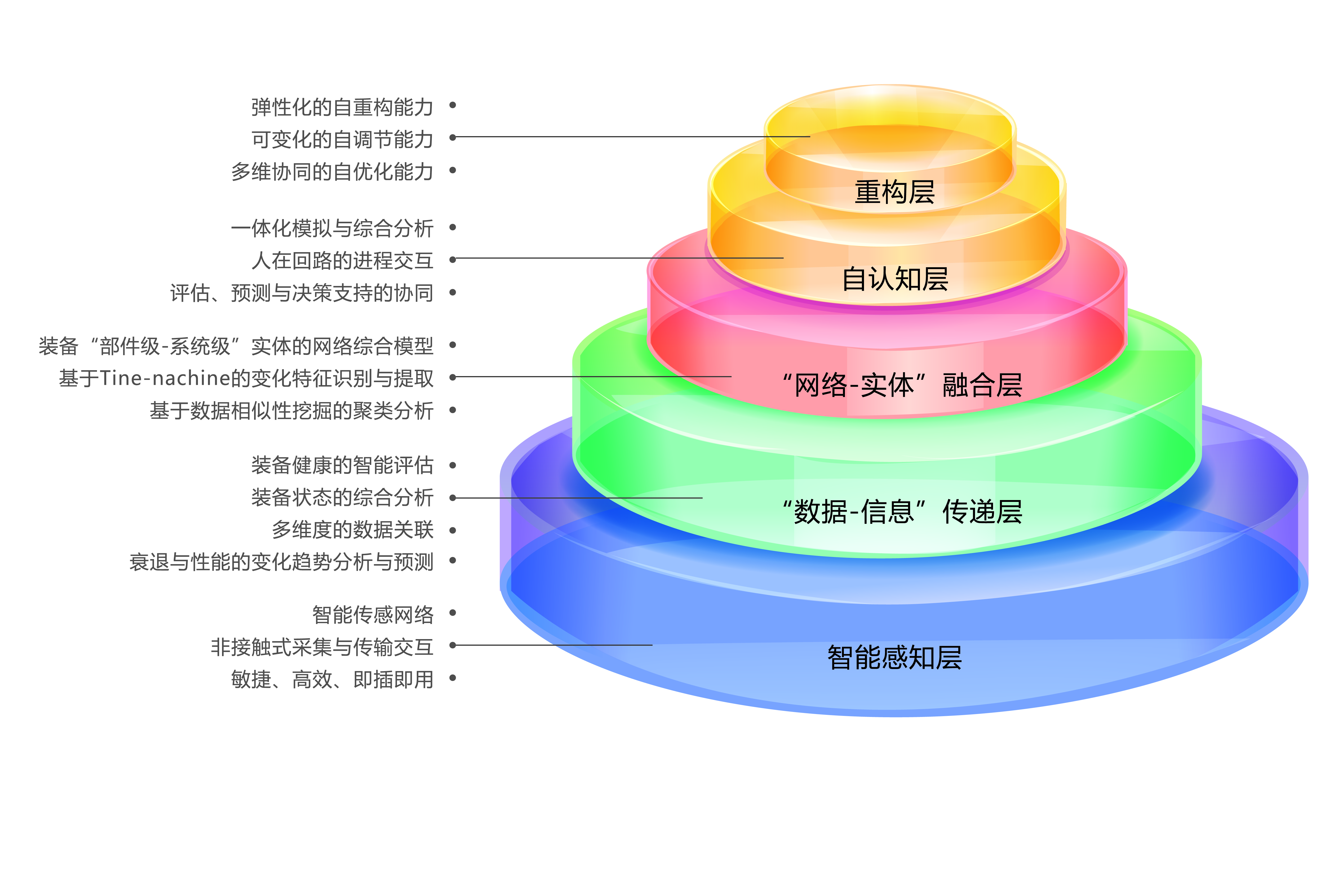
CPS的5C构架

CPS技术体系来看，核心在于以数据分析的能力创造新的价值，因此，这也决定了CPS技术的高可移植性、高通用性，应用范围可以涉及工厂车间、运输系统、能源行业等各个行业。在这里我们提出以CPS为核心的数据创值体系的“二维”应用战略：
在第一个维度上需要三个横向的应用基础：一是平台基础，即智能数据收集与平台运用；二是分析手段，即智能化的数据分析、管理、优化工具与软件应用；三是商业模式内核，即智能管理及服务体系的设计与应用。
在第二个维度上扩展在三个纵向的应用：一是基础的部件级应用，二是系统的装备级应用，三是成体系的应用链设计。

## 實例
CPS的主要應用在感測器系統和自動系統上，例如：有許多無線感測網路監控環境並且將資訊回傳到主控節點。其他類型的CPS包括了自動車系統、醫療監控、流程控制系統、分散式機器人和航空自動駕駛系統。
目前研發的CPS系統有MIT的Distributed Robot Garden，這個花園裡有一群的機器人負責照顧番茄。這個系統結合了感測網路(每一株植物上都有感測器會去監控植物狀態)、 導航、機器人控制和 無線網路。 
另外一個MIT正在發展的CPS系統是CarTel （页面存档备份，存于）計畫，這個計畫裡，有一隊的計程車會蒐集波士頓的即時交通資訊，路徑規劃就可以使用即時的交通資訊和歷史資訊規劃出最快的交通路徑。
CPS 在制造行业的应用有巨大的潜力，制造系统中的每一个实体都可以通过CPS在网络端产生一个“镜像模型”（Cyber Twin），对实体进行深入对称性管理。实体产生的数据通过在网络空间内的分析，能够实时更新镜像模型的状参数，使镜像模型能够实时真实地反映实体的状态。同时利用镜像模型进行数字化仿真与优化，又能够对实体模型的行为进行指导，从而实现制造系统的自省性（self-aware）,自比较性（self-compare），和自重构性（self-configure），最终实现无忧的智能制造系统。

## 延伸閱讀
美國國家科學基金會為CPS所開設的研討會相關論文
- Edward A. Lee,  Cyber-Physical Systems - Are Computing Foundations Adequate? （页面存档备份，存于）
- Paulo Tabuada, Cyber-Physical Systems: Position Paper
- Rajesh Gupta, Programming Models and Methods for Spatio-Temporal Actions and Reasoning in Cyber-Physical Systems
- CPS Community, CPS Workshops
- Cyber Physical Society,  （页面存档备份，存于）

## 外部連結
- The CPS Virtual Organization （页面存档备份，存于）